# Tassa
|  | Per a altres significats, vegeu «Tassa (unitat de volum)». |

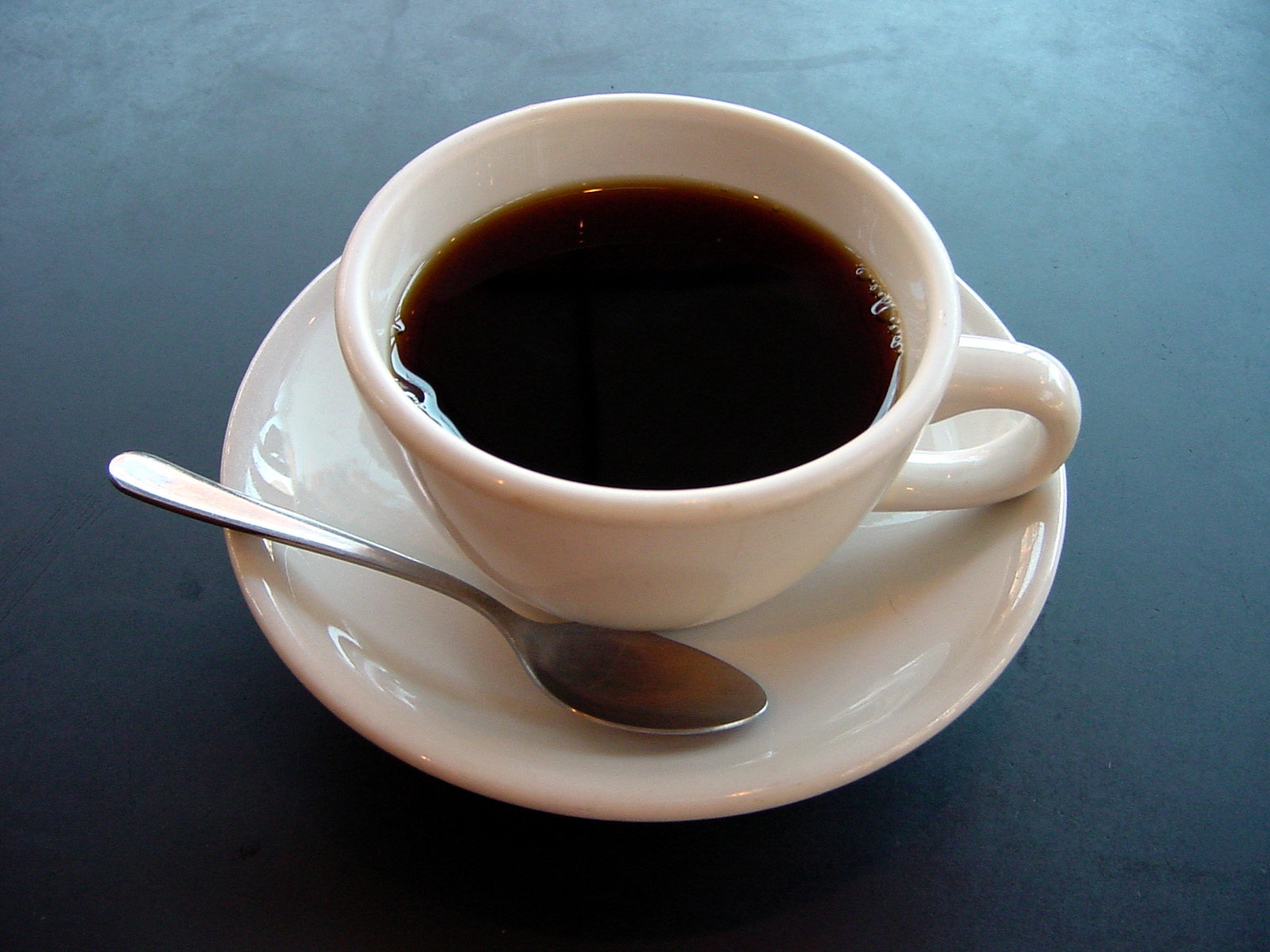
Tassa de cafè.

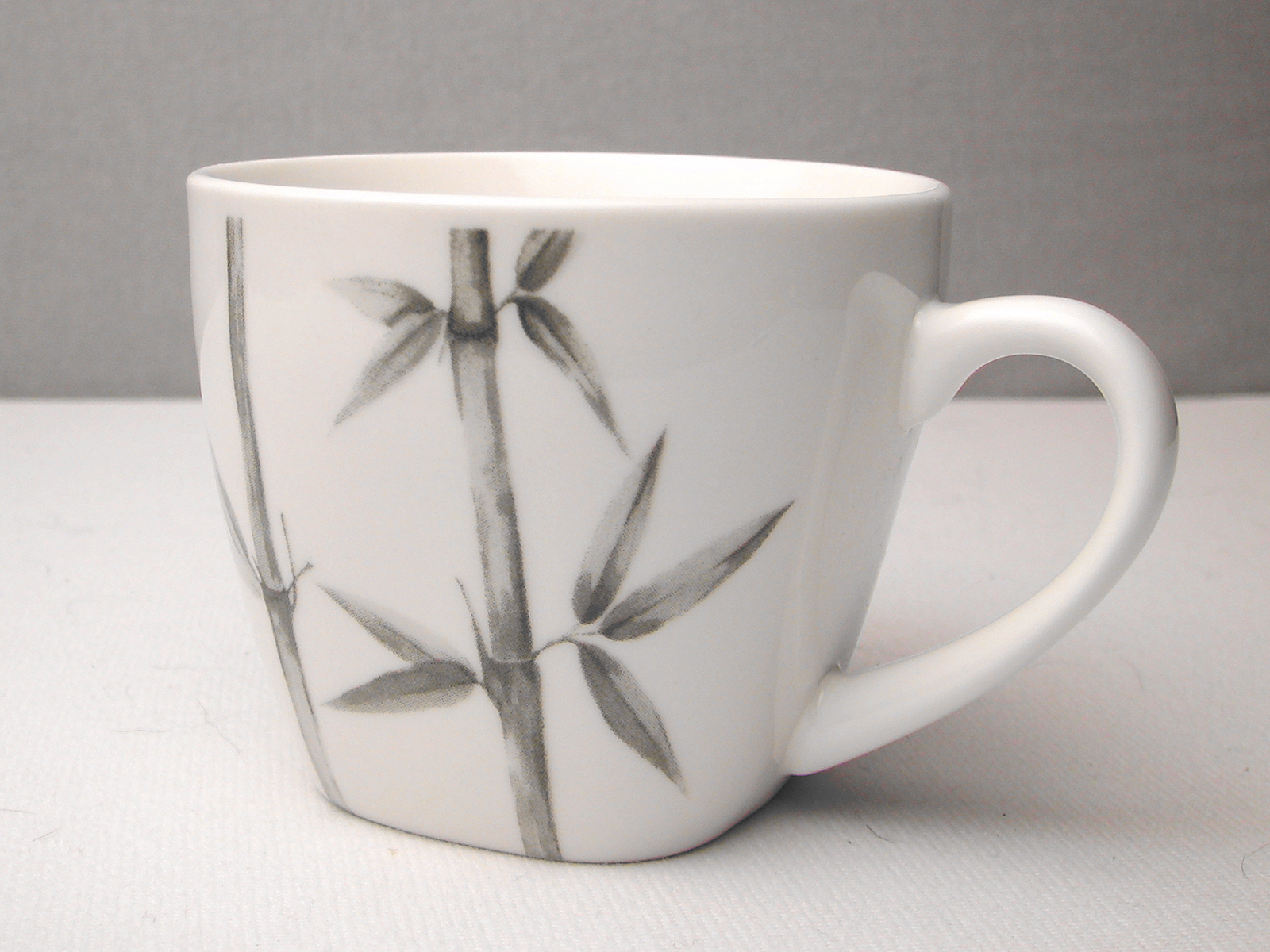
Tassa feta de pisa, decorada amb dibuixos de bambú.

Una  tassa  és un recipient resistent amb una sola nansa que s'usa per prendre líquids.

## Funció
La tassa s'utilitza per emmagatzemar líquids a temperatures elevades, com ara sopa, cafè, te o xocolata calenta per a posteriorment ser ingerits.

## Aparença
Aquest objecte pot tenir diverses formes, colors i mides, estant o no serigrafiada però la característica comuna de totes elles és la nansa per facilitar el seu maneig. Les més petites es denominen  tassa de cafè ,  tassa de te  o amb el diminutiu  tasseta . A les de grans dimensions se'ls sol anomenar bol.

## Composició
Les tasses solen estar fetes generalment de porcellana o ceràmica, trobant-se també fabricades de Pyrex, plàstic o de metalls com l'alumini o l'acer.

## Consideracions figuratives del seu ús en la quotidianitat
Al marge de les peculiaritats de l'estri pel que fa a les seves característiques de tal, per ser un objecte d'esperable presència en l'intercanvi social de bàsiques necessitats, la seva utilitat ha transcendit el mer ús pràctic per assolir simbolismes de riquesa humana indiscutible.
La fusió d'elements culturals britànics i asiàtics, per emprar un exemple entre molts, s'ha definit des del segle xviii per l'ús de la tassa com a eina de solemne socialització. El diàleg concurrent a l'amistosa acceptació de les diferències religiós-culturals s'ha representat amb massa freqüència amb el símbol de la tassa, a través de la qual el te del monjo s'entroncava amb la naixent costum anglesa del "five o'clock", delicadesa de refinament moral que ens arriba fins als nostres dies en multitud de motius, poemes i narracions.
Haenen ha pogut aproximar la mentalitat colonialista en les seves diverses etapes circumstancials als nostres escrutinis gràcies a la seva anàlisi de l'inconnex esdevenir decoratiu de les tasses, que de tant en tant emfatitzava amb classicismes el poder cultural europeu, i en altres ocasions revitalitzava la identitat oriental, almenys amb pretensions de causar delectació d'estranyesa o bell desconcert.